# Rei Hiroe
Rei Hiroe (広江 礼威?, Hiroe Rei; 5 dicembre 1972) è un fumettista giapponese.
Hiroe è conosciuto soprattutto per aver creato il manga Black Lagoon, pubblicato in Giappone nel 2002 dalla Shogakukan e in Italia dalla Panini Comics e da cui sono state tratte tre serie televisive anime. Hiroe ha pubblicato altri tre manga: Shook Up! nel 1999, Hisuikyō Kitan nel 1994 e Re:Creators nel 2017
Nelle sue opere, specialmente in Black Lagoon, le armi sono disegnate molto accuratamente e fedeli alle originali. Nel 2001 è stato ospite ad un convegno in Francia sui manga. È conosciuto anche come TEX-MEX, uno pseudonimo che usava quando disegnava dōjinshi.

## Opere

### Manga
- Hisuikyō Kitan (1994)
- Shook Up! (1999)
- Black Lagoon (2002)
- Re:Creators (2017)
- 341 Sentodan (2019)

### Light novel
- Black Lagoon (illustrazioni) (2006)

### Anime
- Black Lagoon (2002)
- Re:Creators (2017)